# Штефан-Воде
Штефан-Воде (рум. Ştefan Vodă) — місто, адміністративний центр Штефан-Водського району, Молдова. Розташоване за 119 км на південний схід від Кишинева і за 32 км від залізничної станції Каушани (на лінії Бендери — Бессарабська).
До 1964 року на місці міста перебував хутір Кизил. З 1964 по 1990 рік — селище міського типу Суворово, що пізніше було перейменовано у Штефан-Воде й одержало статус міста.

## Населення

### Національність
Розподіл населення за національністю за даними перепису 2004 року:
| Національність   | Відсоток |
| ---------------- | -------- |
| молдовани/румуни | 83,09%   |
| росіяни          | 7,71%    |
| українці         | 7,13%    |
| болгари          | 0,82%    |
| гагаузи          | 0,27%    |
| інші             | 0,98%    |

## Економіка
Економіка міста представлена винзаводом «Cricova”, фабрикою готового одягу, що є підрозділом тираспольської фабрики й працює на експорт.
У місті працює школа мистецтв «Марія Биешу», де діти вивчають хореографію, музику, театральне мистецтво й живопис. У місті також розташований єдиний у районі ліцей «Штефан-Воде».